# Дупилумаб
Дупилумаб (торговое название Дупиксент) - это рекомбинантное, полностью человеческое моноклональное антитело изотипа IgG4, блокирующее эффекты ИЛ-4 и ИЛ-13 посредством специфического связывания с ИЛ-4Рα - общей субъединицей гетеродимерных рецепторов ИЛ-4 и ИЛ-13. ИЛ-4 и ИЛ-13 представляют собой ключевые цитокины Т2-воспаления, которое играет важную роль в патогенезе таких заболеваний, как бронхиальная астма, атопический дерматит, хронический полипозный риносинусит, узловатая почесуха и эозинофильный эзофагит.

## Показания к применению

#### В Российской Федерации
В России Дупиксент одобрен для применения по следующим показаниям
- Атопический дерматит среднетяжелого и тяжелого течения у пациентов от 6 месяцев и старше при недостаточном ответе на терапию топическими лекарственными препаратами или в случае, когда такие препараты не рекомендованы к применению.
- В качестве дополнительной поддерживающей терапии бронхиальной астмы среднетяжелого и тяжелого течения у пациентов в возрасте 6 лет и старше с эозинофильным фенотипом или у пациентов с гормональнозависимой бронхиальной астмой, получающих пероральные глюкокортикостероиды.
- В качестве дополнительной поддерживающей терапии взрослых пациентов с плохо контролируемым тяжелым хроническим полипозным риносинуситом.
- Узловатая почесуха у взрослых пациентов при недостаточном ответе на терапию топическими лекарственными препаратами или в случае, когда такие препараты не рекомендованы к применению.
- Эозинофильный эзофагит у пациентов от 12 лет и старше.

#### В США
В Соединенных Штатах Америки Дупиксент одобрен для применения
- у пациентов от 6 месяцев и старше с атопическим дерматитом среднетяжелого и тяжелого течения при недостаточном ответе на терапию топическими лекарственными препаратами или в случае, когда такие препараты не рекомендованы к применению.
- у пациентов от 6 лет и старше в качестве поддерживающей терапии бронхиальной астмы среднетяжелого и тяжелого течения c эозинофильным фенотипом или гормональнозависимой бронхиальной астмой, получающих пероральные глюкокортикостероиды.
- у взрослых пациентов в качестве поддерживающей терапии недостаточно контролируемого хронического полипозного риносинусита.
- у взрослых пациентов с узловатой почесухой.
- у пациентов в возрасте от 1 года и старше с эозинофильным эзофагитом.

#### В Японии
- хроническая спонтанная крапивница[8]

## Механизм действия
Т2-воспаление играет важную роль в патогенезе многих атопических заболеваний, включая бронхиальную астму, способствует ограничению воздушного потока и увеличивает риск обострений. ИЛ-4 и ИЛ-13 выступают в качестве основных факторов воспаления второго типа, активируя множественные типы клеток (например, тучные клетки, лимфоциты, эозинофилы, нейтрофилы, макрофаги) и индуцируя множественные медиаторы (например, иммуноглобулин E, гистамин, эйкозаноиды, лейкотриены, хемокины и цитокины, включая эотаксин/CCL11, TARC/CCL17 и ИЛ-5), участвующие в Т2-воспалении. Блокирование пути передачи сигналов ИЛ-4/ИЛ-13 дупилумабом у пациентов снижает концентрации многих из этих маркеров воспаления 2 типа, включая иммуноглобулин E, периостин и множественные провоспалительные цитокины и хемокины (например, эотаксин, TARC), а также снижает уровень фракции оксида азота в выдыхаемом воздухе (FeNO) - маркер воспаления в легких. 